# Grive à ailes rousses
Turdus eunomus
Espèce
Statut de conservation UICN

LC : Préoccupation mineure
La Grive à ailes rousses (Turdus eunomus) est une espèce de passereaux de la famille des Turdidae, proche de la Grive de Naumann, à sourcil pâle et aux ailes brun-roux.
Cet oiseau vit en Sibérie ; il hiverne en Asie de l'Est.